# Barbarastollen

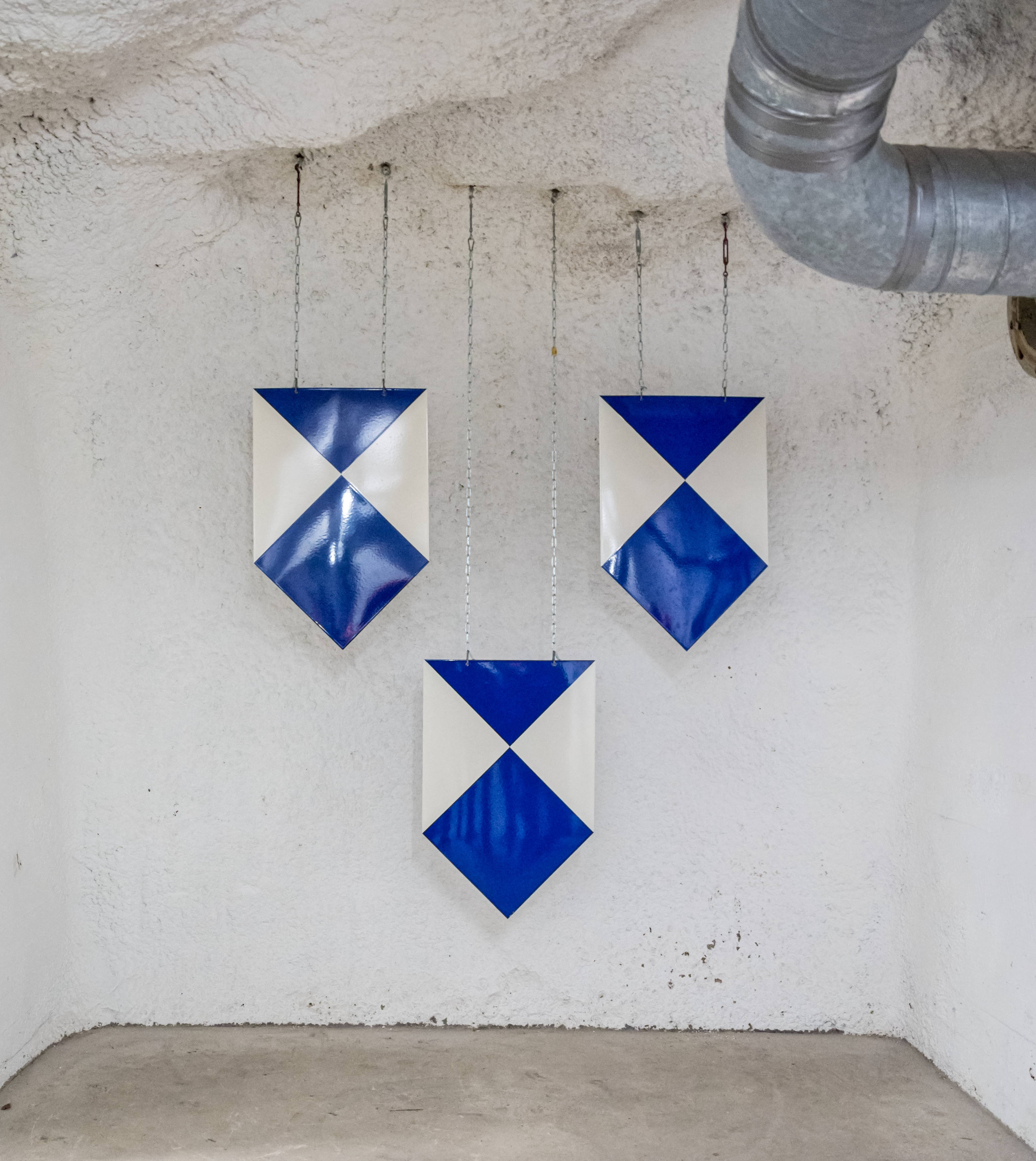
Emblema della protezione speciale

Il Barbarastollen (in italiano Galleria di santa Barbara) è una cavità sotterranea della Germania a cui è affidato il compito di ospitare un grande archivio sotterraneo, il cui nome ufficiale è Zentrale Bergungsort der Bundesrepublik Deutschland, destinato a preservare il patrimonio culturale della Germania da rischi, come cataclismi di origine naturale o disastri causati dall'uomo.

## Realizzazione

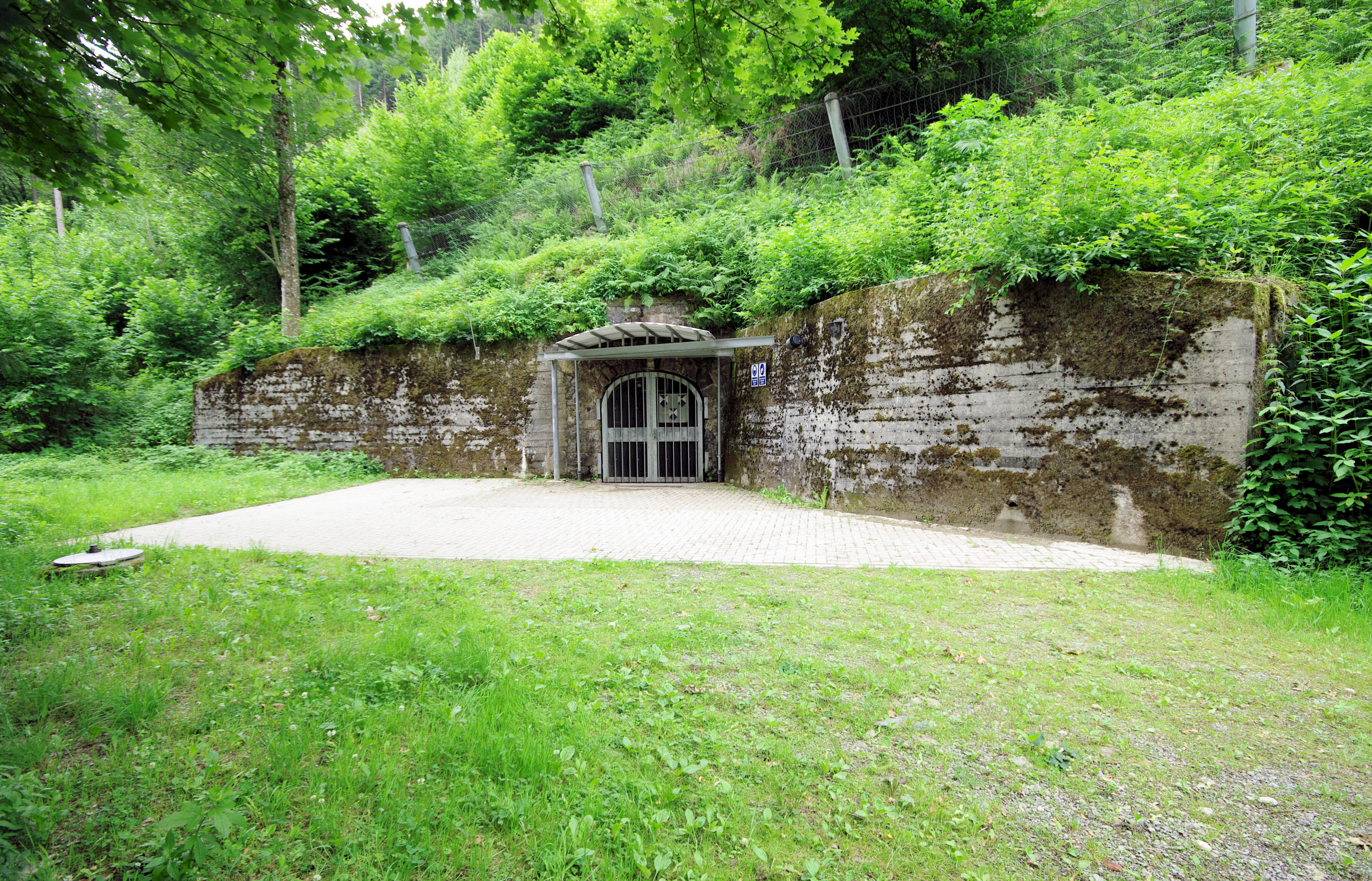
Ingresso del tunnel.

L'opera è situata in una miniera d'argento caduta in disuso da anni, che si trova nei pressi di Friburgo in Brisgovia, nel Land del Baden-Württemberg. Contiene microfilm con circa 900 milioni di immagini da archivi e musei tedeschi.
L'intero complesso si trova sotto 400 metri di roccia. Le cavità della miniera abbandonata sono scavate attraverso  strutture geologiche costituite da rocce come gneiss e granito. Le gallerie sono state ulteriormente rinforzate con calcestruzzo, mentre l'accesso dall'esterno è protetto da porte resistenti a forti pressioni.
I microfilm sono inseriti in speciali cilindri di acciaio inox, sigillati in atmosfera speciale, del tutto priva di umidità,di  polveri o di contaminanti.
La temperatura dei locali rimane stabile sui 10 gradi centigradi, senza necessità di alcun intervento di condizionamento, con oscillazioni naturali di ± 2 °C. Queste temperature si accompagnano a un tasso di umidità relativa media che si aggira intorno al 70%. 
L'intero sistema è concepito per poter sopravvivere anche a una guerra nucleare e si stima che i suoi contenuti dovrebbero durare per almeno 500 anni senza perdita di informazioni.

## Stato dell'archivio

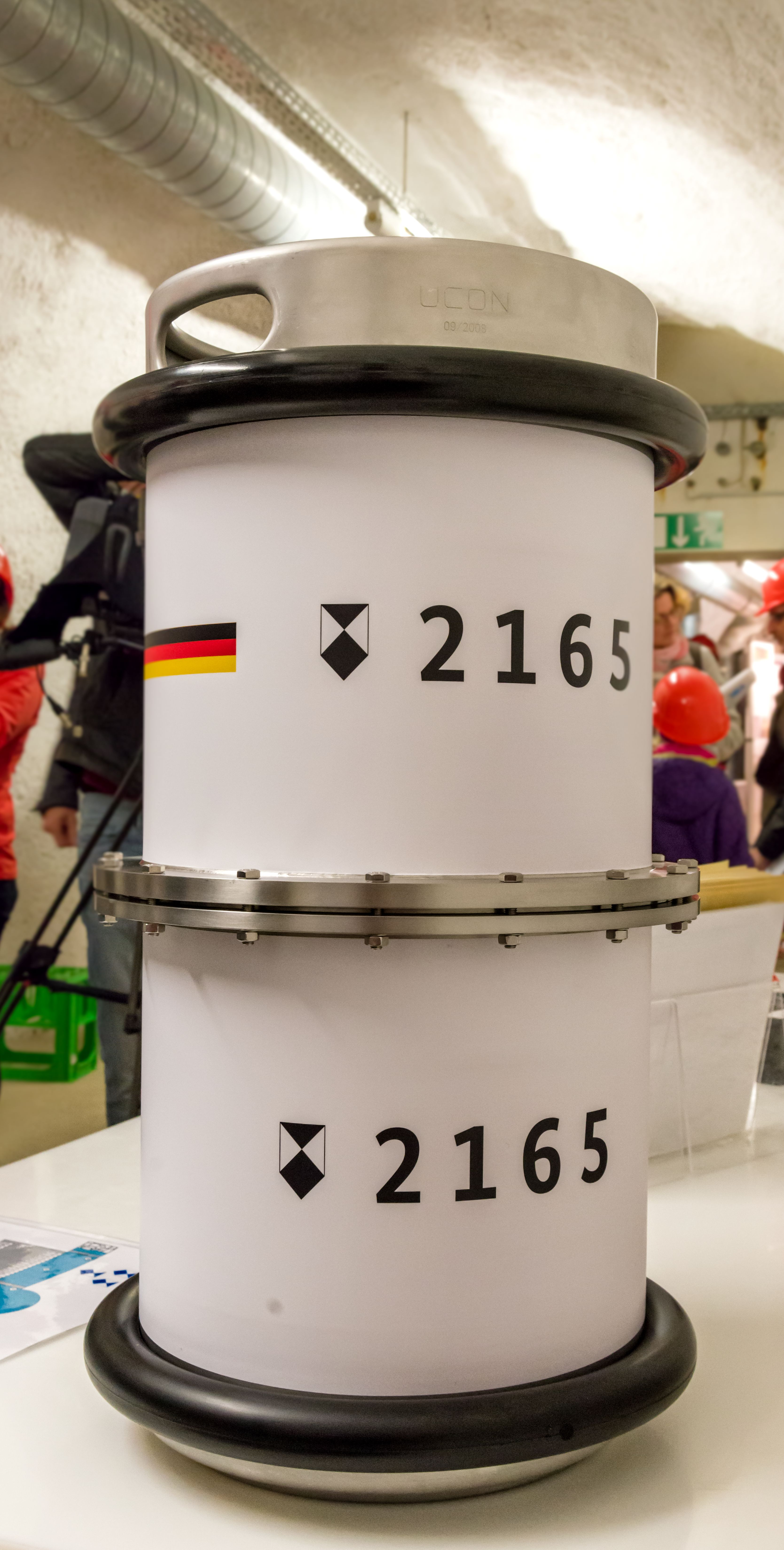
Cilindri d'acciaio per la conservazione.

Lo stivaggio, iniziato nel 1961, ha raggiunto il numero di 1500 contenitori cilindrici al 2017, nei quali risultano depositati circa 31,2 milioni di metri di microfilm (con una densità di 33 immagini per ogni metro).
Tra le immagini d'archivio salvate in facsimile nei microfilm vi sono celebri documenti:
- il testo del trattato della pace di Vestfalia,
- la bolla pontificia Exsurge Domine con cui Papa Leone X minacciava di infliggere la scomunica a Martin Lutero;
- il documento dell'incoronazione del sacro romano imperatore Ottone il Grande;
- documenti[non chiaro] di Johann Wolfgang von Goethe;
- progetto originale per l'edificazione della Cattedrale di Colonia;
- Immagini di archivio provenienti dalla ex Germania dell'Est (8,2 milioni di metri di pellicola microfilmata al 2017, pari circa 244 milioni di registrazioni).

Il tunnel di santa Barbara è l'unico bene culturale tedesco posto sotto la speciale protezione prevista dalla Convenzione dell'Aia stipulata nel 1954 dall'UNESCO. Questo status di protezione è identificato dal logo costituito da tre ripetizione del marchio bianco e blu-